# Carissa Turner
Carissa Turner (* 6. August 1989 in Cardiff) ist eine walisische Badmintonspielerin.

## Karriere
Carissa Turner gewann in Wales zwei Titel in der Altersklasse U17 und zwei Titel in der Altersklasse U19. 2010 siegte sie erstmals bei den Erwachsenen, gefolgt von einem weiteren Titel 2012. 2010 nahm sie an den Commonwealth Games teil, 2012 an den Badminton-Europameisterschaften. In der Saison 2012/2013 spielte sie für den SV Fischbach in der 1. Bundesliga.

## Sportliche Erfolge
| Saison    | Veranstaltung                             | Disziplin   | Platz | Name                             |
| --------- | ----------------------------------------- | ----------- | ----- | -------------------------------- |
| 2005/2006 | Wales: Einzelmeisterschaften U17          | Dameneinzel | 1     | Carissa Turner                   |
| 2005/2006 | Wales: Einzelmeisterschaften U17          | Damendoppel | 1     | Rachel Thomas / Carissa Turner   |
| 2006      | Wales: Einzelmeisterschaften der Junioren | Damendoppel | 1     | Rachel Thomas / Carissa Turner   |
| 2007      | Wales: Einzelmeisterschaften der Junioren | Damendoppel | 1     | Sarah Thomas / Carissa Turner    |
| 2008      | Wales: Einzelmeisterschaften der Junioren | Damendoppel | 1     | Carissa Turner / Nicole Walkley  |
| 2010      | Wales: Einzelmeisterschaften              | Damendoppel | 1     | Carissa Turner / Caroline Harvey |
| 2012      | Wales: Einzelmeisterschaften              | Damendoppel | 1     | Carissa Turner / Sarah Thomas    |
| 2013      | Wales: Einzelmeisterschaften              | Dameneinzel | 1     | Carissa Turner                   |
| 2013      | Wales: Einzelmeisterschaften              | Damendoppel | 1     | Carissa Turner / Sarah Thomas    |
| 2014      | Portugal International                    | Damendoppel | 1     | Sarah Thomas / Carissa Turner    |